# Liste over turistattraktioner med reenactment
Det følgende er en liste over turistattraktioner, opstillet efter land, som regelmæssigt anvender "living history" eller reenactment med enten professionelle skuespillere eller amatørgrupper.
De fleste borge, der er åbne for offentligheden, bruger reenactement i en eller anden form, selv hvis de ikke er på denne liste. Ligeledes vil alt som kaldes et middelaldermarked eller lignende historisk marked have reenactment, selvom autenticiteten kan variere meget.

## Australien
- Sovereign Hill i Ballarat, Victoria

## Belgien
- Bokrijk i Genk

## Canada
- Fort Edmonton Park i Edmonton, Alberta
- Fort Henry National Historic Site i Kingston, Ontario
- Fort St. James National Historic Site i Fort St. James, British Columbia
- Fort William Historical Park i Thunder Bay, Ontario
- Heritage Park Historical Village i Calgary, Alberta
- L'Anse aux Meadows i Newfoundland
- Lower Fort Garry i Winnipeg, Manitoba
- Norstead i Newfoundland
- Quebec City, Quebec (Fêtes de la Nouvelle-France)
- Tunnels of Moose Jaw i Moose Jaw, Saskatchewan
- Ukrainian Cultural Heritage Village nær Lamont, Alberta
- Upper Canada Village nær Morrisburg, Ontario
- Chateau Ramezay i Montreal, Quebec

## Danmark
- Den Gamle By, Aarhus
- Bork Vikingehavn, Ringkøbing
- Middelaldercentret, Nykøbing Falster
- Historiecenter Dybbøl Banke, Grænsen
- Moesgård Museum, Aarhus (Vikingetræf)

## Frankrig
- Provins Ville- middelalderfest i juni

## Holland
- Archeon, Alphen aan den Rijn

## Tyskland
- Burg Satzvey, Nordrhein-Westfalen

## Japan
- Edo Wonderland Nikko Edomura i Nikko, Tochigi

## Storbritannien
- Butser Ancient Farm, Hampshire, England
- Cosmeston Medieval Village, Wales
- Mange English Heritage-steder
- Festival of History, den største historiske festival i Europa
- Hampton Court Palace, London
- Jorvik Viking Centre i York, England
- Llancaiach Fawr, Wales
- Kentwell Hall
- Little Woodham, Hampshire, England
- Murton Park / Yorkshire Museum of Farming i Murton, York, England
- Mange National Trust-steder

## Sverige
- Skansen frilandsmuseum i Stockholm

## USA
- Ardenwood Historic Farm i Fremont, Californien
- Battle of the Little Bighorn reenactment, Big Horn County, Montana
- Colonial Pennsylvania Plantation [1] i Ridley Creek State Park, Media, Pennsylvania
- Colonial Spanish Quarter Living History Museum, Saint Augustine, Florida
- Colonial Williamsburg, Virginia
- Conner Prairie i Fishers, Indiana
- Ethan Allen Homestead Museum i Burlington, VT
- Fort at Number 4, New Hampshire
- Fort Meigs, Perrysburg, Ohio
- Fort Snelling, Minnesota
- Fort Tejon, California
- Fort Ticonderoga, New York
- Frazier History Museum, Kentucky
- Frontier Culture Museum of Virginia i Staunton, Virginia
- Grand Ledge, Michigan
- Greenfield Village i Dearborn, Michigan
- Historic Cold Spring Village i Cape May, New Jersey
- Historic Richmond town, New York
- Knott's Berry Farm, Buena Park, Californien
- Little Bighorn National Monument-Reenactment kendt som Custer's Last Stand Reenactment i Crow Agency Montana.
- Living History Farms, Urbandale, Iowa
- Minute Man National Historical Park, Concord, Massachusetts
- Missouri Town 1855, Blue Springs, Missouri
- Mystic Seaport, Connecticut
- Old Salem i Winston-Salem, North Carolina
- Old Sturbridge Village, Massachusetts
- Old World Wisconsin, Wisconsin Ethnic Heritage, Working Farms, 600-acre (2,4 km2) område i Eagle, Wisconsin
- Pilgrim's Progress i Plymouth, Massachusetts
- Plimoth Plantation i Plymouth, Massachusetts
- Riley's Farm, Oak Glen, Californien
- The Spanish Military Hospital Museum, Saint Augustine, Florida
- Strawbery Banke, New Hampshire
- Westville, Georgia